# Salih Reis
Salih Reis o Salih Paxa (nascut el 1488 i mort el 1568) va ser un corsari turc i almirall otomà. Va ser beglerbegi de la regència d'Alger de 1552 a 1556. Va morir a Alger el 1568, als 80 anys, exactament igual que el seu amic Turgut Reis.
Mohamed Paxa fou fill de Salih Reis.

## Biografia
Era originari de la plana de Troia, al peu del Mont Ida, i antic soldat de l'exèrcit otomà d'Egipte. Com a corsari, Salih Reis havia estat molt de temps company de Khair ed-Din Barba-rossa.
El 1520 va anar a Djerba, juntament amb Hizir Reis i Turgut Reis i aquest mateix any va envair Bône, que estava sota control espanyol.
El 1529, al comandament d'una força de 14 galiotes, va assaltar el Golf de València abans d'unir-se a la flota d'Aydin Reis, que va participar en la Guerra turca espanyola prop de l'illa de Formentera, on les forces otomanes van destruir la flota espanyola, i el seu comandant Rodrigo Portundo va morir en combat. Durant la guerra, Salih Reis va capturar la galera del capità Tortosa i va prendre el fill de l'almirall espanyol Portundo com a presoner de guerra.
El 1536 va acompanyar Khair ed-Din Barba-rossa a Constantinoble on va esdevenir comandant de la flota turca i "timoner del Sultà". Va tenir, en efecte, l'honor de dirigir la maniobra de la galiota imperial.
El setembre de 1538 com Bahriye Sancakbeyi comandava les 24 galeres que formaven l'ala dreta de la flota otomana a la batalla de Préveza, en la que, sota la direcció de Khair ed-Din Barba-rossa, la flota otomana va derrotar a la Lliga Santa de Carles V, comandada per Andreu Doria.
El 5 d'agost de 1543 segons fonts franceses, italianes i espanyoles, Salih Reis va prendre part en la conquesta franco-otomana de Niça, sota el comandament de Barba-rossa Hayreddin Pasha. Segons les mateixes fonts, arran de la conquesta de Niça, Salih Reis va manar la força otomana de 20 galeres i 3 fustes, que va assaltar la Costa Brava a Catalunya aquest mateix any. A principis d'octubre de 1543, Salih Reis va desembarcar les seves tropes a Roses i va saquejar la població. L'endemà, va aparèixer a les Illes Medes aproximadament a 1 km de la costa de l'Estartit, abans de procedir a Palafrugell i Palamós, aquesta última va ser severament saquejada després d'una ferotge batalla per la seva captura. A partir d'aquí va anar a Sant Joan de Palamós, que va ser saquejada de la mateixa manera, i va capturar la galera Brivall davant de la costa de Calella. Més tard va desembarcar seves tropes a Empúries i Cadaqués, capturant i saquejant ambdues poblacions, abans de tornar cap a Alger. Va ser vist navegant juntament amb Barba-rossa la primavera de 1544.
Al juny-agost del 1551, es va unir a la flota de Sinan Pasha i Turgut Reis, i va tenir un paper important en la conquesta de Trípoli (Líbia), que havia estat en poder dels cavallers de Sant Joan des de 1530, quan els va ser cedida per Carles V d'Espanya. Va bombardejar la fortalesa dels Cavallers des d'una distància d'uns 150 passos i finalment va obligar al seu comandant Gaspar de Villers a rendir-se. Llavors va tornar a Constantinoble, on, pel seu èxit en la conquesta de Trípoli, va ser ascendit al rang de Bahriye Beilerbei (almirall) de la flota otomana del Mediterrani Occidental i va ser designat com beylerbey de la regència d'Alger.
Arribat a Alger el 1552, va iniciar una campanya al Sàhara amb la finalitat de restablir l'ordre a Tuggurt i Ouargla. L'any següent, va atacar Mallorca i el 1554, va envair el Penyó de Vélez que va romandre turc fins a la seva reconquesta per Felip II d'Espanya el 1564. El 1555, es va apoderar de Vala que va confiar a un renegat sard, Ali Sardo. Els anys 1556 i 1563 va intentar, infructuosament, alliberar Orà i Mers el-Kebir del poder espanyol amb l'ajuda de la flota de Turgut Reis. El setge de Malta (1565) va ser l'última missió de Salih Reis. Va morir de la pesta l'any 1568.

## Retrat
Salah Rais era un colós experimentat en les batalles més dures. Feia els honors a Khair ed-Din Barba-rossa per la seva truculència verbal i la seva sang freda que envejaven els seus companys.
Cobria el seu cos amb camises de lli i polaines llargues de gasa, portava un enorme barret i pantalons de cuir d'Espanya. Li agradava envoltar-se de benestar i comoditat i vivia en un d'aquests fabulosos palaus d'Alger, envoltat de tota la riquesa dels conqueridors.
No hi va haver cap atac, ni cap emboscada a la costa de l'Adriàtic o de la mar Tirrena que no se li atribuís. Salah Pasha va demostrar ser valent, aventurer i diligent en la guerra.